# Limbi
Limbi är en ort i Komorerna.   Den ligger i distriktet Anjouan, i den centrala delen av landet, 150 km öster om huvudstaden Moroni. Limbi ligger 380 meter över havet och antalet invånare är 1 037. Den ligger på ön Anjouan.
Terrängen runt Limbi är varierad. Havet är nära Limbi österut.  Närmaste större samhälle är Koni-Djodjo, 2,8 km väster om Limbi. 